# Höfen an der Enz
Pour les articles homonymes, voir Höfen.
Höfen an der Enz est une commune de Bade-Wurtemberg (Allemagne), située dans l'arrondissement de Calw, dans l'aire urbaine Nordschwarzwald, dans le district de Karlsruhe.